# Епархия Эболовы
 Епархия Эболовы  (лат. Dioecesis Ebolouana) — епархия Римско-Католической церкви с центром в городе Эболова, Камерун. Епархия Эболовы входит в митрополию Яунде.

## История
20 мая 1991 года Святой Престол учредил епархию Эболовы-Криби, выделив её из епархии Сангмелимы.
19 июня 2008 года епархия Эболовы-Криби была разделена на две епархии Криби и Эболовы.

## Ординарии епархии
- епископ Jean-Baptiste Ama (20.05.1991 — 15.03.2002)
- епископ Jean Mbarga (15.10.2004 — 31.10.2014), назначен архиепископом Яунде
  - Sede Vacante

## Источник
- Annuario Pontificio, Ватикан, 2005